# Weronika Falkowska
Weronika Falkowska (ur. 17 czerwca 2000 w Warszawie) – polska tenisistka, trzykrotna mistrzyni Polski w grze podwójnej.

## Kariera tenisowa
W 2018 roku, startując w parze z Anastasiją Szoszyną, zwyciężyła w mistrzostwach Polski, w finale pokonując Aleksandrę Buczyńską oraz Paulinę Czarnik 6:4, 2:6, 11–9. Rok później w parze z Martyną Kubką obroniła tytuł, pokonując w finale Anastasiję Szoszynę oraz Darię Kuczer 6:0, 6:2. Ponownie mistrzynią kraju w deblu została w 2021 roku, kiedy wspólnie z Katarzyną Kawą wygrały w ostatnim spotkaniu z Paulą Kanią-Choduń i Martyną Kubką 7:5, 6:0.

## Finały turniejów WTA
| Legenda                   | Legenda |
| ------------------------- | ------- |
| Wielki Szlem              |         |
| Igrzyska olimpijskie      |         |
| WTA Tour Championships    |         |
| od 2021                   |         |
| WTA 1000 (obowiązkowe)    |         |
| WTA 1000 (nieobowiązkowe) |         |
| WTA 500                   |         |
| WTA 250                   |         |
| WTA 125                   |         |

### Gra podwójna 1 (0–1)
| Końcowy wynik | Nr | Data          | Turniej  | Nawierzchnia | Partnerka       | Przeciwniczki                   | Wynik finału |
| ------------- | -- | ------------- | -------- | ------------ | --------------- | ------------------------------- | ------------ |
| Finalistka    | 1. | 30 lipca 2023 | Warszawa | Twarda       | Katarzyna Piter | Heather Watson Yanina Wickmayer | 4:6, 4:6     |

## Finały turniejów WTA 125

### Gra podwójna 5 (4–1)
| Końcowy wynik | Nr | Data            | Turniej  | Nawierzchnia | Partnerka        | Przeciwniczki                           | Wynik finału   |
| ------------- | -- | --------------- | -------- | ------------ | ---------------- | --------------------------------------- | -------------- |
| Zwyciężczyni  | 1. | 4 grudnia 2022  | Andora   | Twarda       | Cristina Bucșa   | Angielina Gabujewa Anastasija Zacharowa | 7:6(4), 6:1    |
| Zwyciężczyni  | 2. | 4 lutego 2023   | Cali     | Ceglana      | Katarzyna Kawa   | Kyōka Okamura You Xiaodi                | 6:1, 5:7, 10–6 |
| Finalistka    | 1. | 25 czerwca 2023 | Gaiba    | Trawiasta    | Katarzyna Piter  | Han Na-lae Jang Su-jeong                | 3:6, 6:3, 6–10 |
| Zwyciężczyni  | 3. | 26 lipca 2024   | Warszawa | Twarda       | Martyna Kubka    | Céline Naef Nina Stojanović             | 6:4, 7:6(5)    |
| Zwyciężczyni  | 4. | 1 sierpnia 2025 | Warszawa | Twarda       | Dominika Šalková | Isabelle Haverlag Martyna Kubka         | 6:2, 6:1       |

## Finały turniejów ITF
| turnieje z pulą nagród 100 000 $ (W100)  |
| turnieje z pulą nagród 80 000 $ (W80)    |
| turnieje z pulą nagród 60 000 $ (W75)    |
| turnieje z pulą nagród 40 000 $ (W50)    |
| turnieje z pulą nagród 25/30 000 $ (W35) |
| turnieje z pulą nagród 15 000 $ (W15)    |
| turnieje z pulą nagród 10 000 $          |

### Gra pojedyncza 14 (8–6)
| Rezultat     |    | Data       | Turniej                   | ($)    | Naw.     | Przeciwniczka             | Wynik         |
| Finalistka   | 1. | 01/09/2019 | Batumi                    | 15 000 | Twarda   | Darija Kudaszowa          | 4:6, 2:6      |
| Finalistka   | 2. | 18/10/2020 | Monastyr                  | 15 000 | Twarda   | María Carlé               | 3:6, 6:2, 1:6 |
| Finalistka   | 3. | 01/11/2020 | Monastyr                  | 15 000 | Twarda   | María Carlé               | 4:6, 3:6      |
| Zwyciężczyni | 1. | 21/02/2021 | Monastyr                  | 15 000 | Twarda   | Viktória Morvayová        | 6:3, 6:3      |
| Zwyciężczyni | 2. | 28/02/2021 | Monastyr                  | 15 000 | Twarda   | Francesca Curmi           | 6:2, 6:0      |
| Zwyciężczyni | 3. | 07/03/2021 | Monastyr                  | 15 000 | Twarda   | Sinja Kraus               | 6:3, 7:6(1)   |
| Zwyciężczyni | 4. | 23/05/2021 | Tbilisi                   | 15 000 | Twarda   | Walerija Olanowska        | 6:4, 6:3      |
| Finalistka   | 4. | 10/05/2022 | Pula                      | 25 000 | Ceglana  | Sára Bejlek               | 6:7(4), 1:6   |
| Finalistka   | 5. | 22/05/2022 | Warmbad Villach           | 25 000 | Ceglana  | Sinja Kraus               | 5:7, 6:3, 4:6 |
| Zwyciężczyni | 5. | 14/08/2022 | Parnawa                   | 25 000 | Ceglana  | Gergana Topałowa          | 7:5, 6:2      |
| Zwyciężczyni | 6. | 10/06/2023 | Pörtschach am Wörther See | 25 000 | Ceglana  | Alexandra Cadanțu-Ignatik | 4:6, 6:1, 6:1 |
| Zwyciężczyni | 7. | 14/04/2024 | Bużumbura                 | 25 000 | Ceglana  | Alice Tubello             | 6:4, 6:1      |
| Zwyciężczyni | 8. | 07/12/2024 | Urtijëi                   | 25 000 | Twarda   | Silvia Ambrosio           | 6:4, 7:5      |
| Finalistka   | 6. | 10/03/2025 | Solarino                  | 30 000 | Dywanowa | Joanna Garland            | 1:6, 2:6      |

### Gra podwójna 44 (24–20)
| Rezultat     |     | Data       | Turniej                   | ($)    | Naw.          | Partnerka               | Przeciwniczki                                      | Wynik              |
| Zwyciężczyni | 1.  | 07/10/2018 | Czarnomorsk               | 15 000 | Ceglana       | Anastasija Szoszyna     | Anastasija Komar Liubow Kostenko                   | 6:2, 6:1           |
| Zwyciężczyni | 2.  | 18/11/2018 | Szarm el-Szejk            | 15 000 | Twarda        | Daria Kuczer            | Anastasija Pribyłowa Anna Pribyłowa                | 6:3, 3:6, 10–5     |
| Finalistka   | 1.  | 25/11/2018 | Szarm el-Szejk            | 15 000 | Twarda        | Daria Kuczer            | Jenny Dürst Fiona Ganz                             | walkower           |
| Finalistka   | 2.  | 11/08/2019 | Warszawa                  | 60 000 | Ceglana       | Martyna Kubka           | Maja Chwalińska Ulrikke Eikeri                     | 4:6, 1:6           |
| Finalistka   | 3.  | 01/09/2019 | Batumi                    | 15 000 | Twarda        | Paulina Jastrzębska     | Jacqueline Cabaj Awad Melis Sezer                  | 6:7(3), 3:6        |
| Zwyciężczyni | 3.  | 29/09/2019 | Antalya                   | 15 000 | Twarda        | Daria Kuczer            | Rina Saigo Yukina Saigo                            | 5:7, 6:4, 10–8     |
| Zwyciężczyni | 4.  | 27/10/2019 | Szarm el-Szejk            | 15 000 | Twarda        | Martyna Kubka           | Elena-Teodora Cadar Jelena Stojanovic              | 7:5, 6:1           |
| Finalistka   | 4.  | 26/01/2020 | Lipawa                    | 15 000 | Twarda        | Martyna Kubka           | Kaciaryna Paulenka Jekaterina Szalimowa            | 6:4, 3:6, 10–12    |
| Finalistka   | 5.  | 18/10/2020 | Monastyr                  | 15 000 | Twarda        | Lisa Ponomar            | Barbara Gatica Rebeca Pereira                      | 6:3, 6:7(3), 15–17 |
| Zwyciężczyni | 5.  | 25/10/2020 | Monastyr                  | 15 000 | Twarda        | Lisa Ponomar            | Anna Urieke Jekaterina Wiszniewskaja               | 6:1, 6:0           |
| Finalistka   | 6.  | 01/11/2020 | Monastyr                  | 15 000 | Twarda        | Anna Kubariewa          | Dia Ewtimowa Carole Monnet                         | 3:6, 6:2, 5–10     |
| Zwyciężczyni | 6.  | 20/12/2020 | Monastyr                  | 15 000 | Twarda        | Julija Hatouka          | Yvonne Cavalle-Reimers Celia Cervino Ruiz          | 6:4, 7:5           |
| Zwyciężczyni | 7.  | 26/12/2020 | Monastyr                  | 15 000 | Twarda        | Anna Sisková            | Aubane Droguet Helena Stevic                       | 6:2, 6:2           |
| Zwyciężczyni | 8.  | 14/02/2021 | Monastyr                  | 15 000 | Twarda        | Linda Fruhvirtová       | Yasmine Mansouri Elena Milovanović                 | 6:3, 6:1           |
| Zwyciężczyni | 9.  | 21/02/2021 | Monastyr                  | 15 000 | Twarda        | Viktória Morvayová      | Karola Patricia Bejenaru Zdena Safarová            | 6:4, 7:5           |
| Finalistka   | 7.  | 28/02/2021 | Monastyr                  | 15 000 | Twarda        | Viktória Morvayová      | Karola Patricia Bejenaru Ilona Georgiana Ghioroaie | 6:1, 6:7(7), 10–12 |
| Zwyciężczyni | 10. | 22/05/2021 | Tbilisi                   | 15 000 | Twarda        | Jenny Dürst             | Ayla Aksu Walerija Olanowskaja                     | 6:3, 6:2           |
| Finalistka   | 8.  | 05/06/2021 | Heraklion                 | 15 000 | Ceglana       | Ioana Gașpar            | Julia Kimmelmann Anna Popescu                      | 2:6, 4:6           |
| Finalistka   | 9.  | 26/06/2021 | Klosters                  | 25 000 | Ceglana       | Jenny Dürst             | Amina Anszba Anastasia Dețiuc                      | 6:3, 1:6, 3–10     |
| Finalistka   | 10. | 12/03/2022 | Bendigo                   | 25 000 | Twarda        | Alexandra Bozovic       | Rutuja Bhosale Ankita Raina                        | 6:4, 3:6, 4–10     |
| Zwyciężczyni | 11. | 30/04/2022 | Kair                      | 25 000 | Ceglana       | Océane Babel            | Caijsa Hennemann Marija Tkaczewa                   | 6:4, 6:1           |
| Finalistka   | 11. | 03/06/2022 | Braszów                   | 60 000 | Ceglana       | Veronika Erjavec        | Jesika Malečková Izabełła Szinikowa                | 6:7(5), 3:6        |
| Finalistka   | 12. | 10/06/2022 | Pörtschach am Wörther See | 60 000 | Ceglana       | Jenny Dürst             | Jessie Aney Anna Sisková                           | 3:6, 4:6           |
| Finalistka   | 13. | 03/07/2022 | Stuttgart                 | 25 000 | Ceglana       | Anna Sisková            | Ángela Fita Boluda Emily Seibold                   | 4:6, 6:7(5)        |
| Finalistka   | 14. | 27/08/2022 | Brunszwik                 | 25 000 | Ceglana       | Veronika Erjavec        | Anna Klasen Martina Colmegna                       | 3:6, 6:2, 5–10     |
| Zwyciężczyni | 12. | 04/09/2022 | Collonge-Bellerive        | 60 000 | Ceglana       | Jenny Dürst             | Michaela Bayerlová Jacqueline Cabaj Awad           | 7:6(5), 6:1        |
| Finalistka   | 15. | 10/09/2022 | Montreux                  | 60 000 | Ceglana       | Jenny Dürst             | Inès Ibbou Naïma Karamoko                          | 6:2, 3:6, 14–16    |
| Finalistka   | 16. | 16/09/2022 | Le Neubourg               | 80 000 | Twarda        | Sarah Beth Grey         | Freya Christie Ali Collins                         | 6:1, 6:7(4), 3–10  |
| Zwyciężczyni | 13. | 09/10/2022 | Szybenik                  | 25 000 | Ceglana       | Jaimee Fourlis          | Eleni Christofi Christina Rosca                    | 6:4, 6:2           |
| Zwyciężczyni | 14. | 30/10/2022 | Trnawa                    | 25 000 | Twarda (hala) | Lea Bošković            | Lu Jiajing Oana Georgeta Simion                    | 7:6(7), 2:6, 10–6  |
| Zwyciężczyni | 15. | 13/11/2022 | Kirjat Mockin             | 25 000 | Twarda        | Jekatierina Rejngold    | Jasmijn Gimbrère Jekatierina Jaszyna               | 4:6, 6:4, 10–4     |
| Zwyciężczyni | 16. | 08/04/2023 | Pula                      | 25 000 | Ceglana       | Walendini Gramatikopulu | Angelica Moratelli Arantxa Rus                     | 6:1, 6:1           |
| Zwyciężczyni | 17. | 09/06/2023 | Pörtschach am Wörther See | 25 000 | Ceglana       | Sofia Sewing            | Elena-Teodora Cadar Diāna Marcinkēviča             | 6:1, 6:2           |
| Zwyciężczyni | 18. | 17/06/2023 | Biarritz                  | 60 000 | Ceglana       | Katarzyna Kawa          | Conny Perrin Anna Sisková                          | 7:6(2), 7:5        |
| Zwyciężczyni | 19. | 09/09/2023 | Wiedeń                    | 60 000 | Ceglana       | Irina Bara              | Melanie Klaffner Sinja Kraus                       | 6:3, 2:6, 13–11    |
| Finalistka   | 17. | 11/02/2024 | Wesley Chapel             | 25 000 | Ceglana       | Leonie Küng             | Maria Kononowa Maria Kozyrewa                      | 5:7, 1:6           |
| Finalistka   | 18. | 02/03/2024 | Trnawa                    | 40 000 | Twarda (hala) | Fanny Stollár           | Lulu Sun Moyuka Uchijima                           | 4:6, 6:7(3)        |
| Zwyciężczyni | 20. | 17/03/2024 | Solarino                  | 25 000 | Dywanowa      | Martyna Kubka           | Feng Shuo Stephanie Visscher                       | 5:7, 6:1, 11–9     |
| Zwyciężczyni | 21. | 07/04/2024 | Bużumbura                 | 25 000 | Ceglana       | Stephanie Visscher      | Kamilla Bartone Sada Nahimana                      | 6:3, 4:6, 10–5     |
| Zwyciężczyni | 22. | 19/10/2024 | Faro                      | 25 000 | Twarda        | Stephanie Visscher      | Lia Karatancheva Diāna Marcinkēviča                | 6:4, 2:6, 10–5     |
| Zwyciężczyni | 23. | 06/12/2024 | Urtijëi                   | 25 000 | Twarda        | Lisa Zaar               | Jekaterina Owczarenko Emily Webley-Smith           | 6:4, 1:6, 12–10    |
| Finalistka   | 19. | 08/02/2025 | Leszno                    | 60 000 | Twarda (hala) | Martyna Kubka           | Ivana Šebestová Cody Wong                          | 4:6, 6:1, 4–10     |
| Finalistka   | 20. | 21/02/2025 | Manchester                | 30 000 | Twarda (hala) | Martyna Kubka           | Ariana Arseneault Anna Rogers                      | 7:6(5), 1:6, 8–10  |
| Zwyciężczyni | 24. | 10/03/2025 | Solarino                  | 30 000 | Dywanowa      | Paris Corley            | Walendini Gramatikopulu Julija Hatouka             | 6:1, 6:1           |

## Puchar Billie Jean King

### Gra pojedyncza
| Rok  | Runda                                 | Data i miejsce                         | Przeciwnik       | Nawierzchnia    | Rywalka         | Zwycięstwo/Porażka | Rezultat |
| ---- | ------------------------------------- | -------------------------------------- | ---------------- | --------------- | --------------- | ------------------ | -------- |
| 2023 | Grupa Światowa – Runda Kwalifikacyjna | 14–15 kwietnia 2023 Astana, Kazachstan | Kazachstan (1:3) | Cegalana (hala) | Jelena Rybakina | Porażka            | 3:6, 4:6 |

### Gra podwójna
| Rok  | Runda                                 | Data i miejsce                         | Przeciwnik       | Nawierzchnia    | Partnerka       | Rywalki                        | Zwycięstwo/Porażka | Rezultat |
| ---- | ------------------------------------- | -------------------------------------- | ---------------- | --------------- | --------------- | ------------------------------ | ------------------ | -------- |
| 2023 | Grupa Światowa – Runda Kwalifikacyjna | 14–15 kwietnia 2023 Astana, Kazachstan | Kazachstan (1:3) | Cegalana (hala) | Alicja Rosolska | Anna Danilina Julija Putincewa | Zwycięstwo         | 6:3, 6:4 |